# تولابارا
تولابهارا المعروفة أيضًا باسم تولا بوروشا أو تولا دانا، هي ممارسة هندوسية قديمة يتم فيها وزن الشخص مقابل سلعة (مثل الذهب أو الحبوب أو الفواكه أو أشياء أخرى)، ويتم تقديم الوزن المكافئ لتلك السلعة كتبرع. تم ذكر التولابهارا باعتبارها واحدة من الهدايا العظيمة الستة عشر في النصوص القديمة، ويتم أداؤها في عدة مناطق من الهند.

## الأسماء

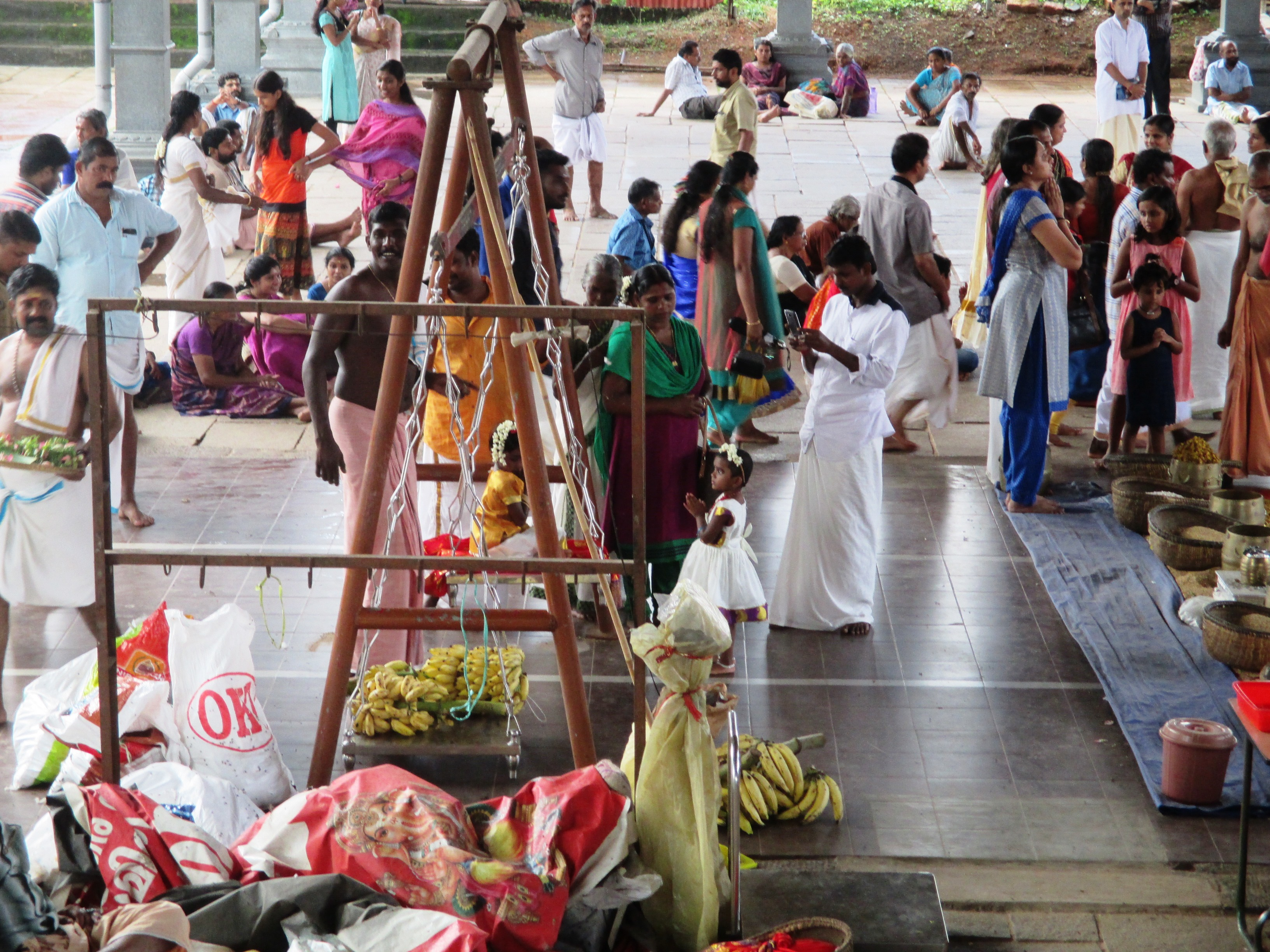

يستخدم الأثارفافيدا - باريشيتا اسم "تولا-بوروشا-فيدي" لوصف الحفل. بينما يُطلق عليها في ماتسيا بورانا اسم "تولا-بوروشا-دانا"، في حين تُسمى في لينجا بورانا بأسماء متعددة مثل "تولا-بوروشا-دانا"، و"تولاديروهانا"، و"تولاروها"، و"تولابهارا".
تُسجل معظم النقوش القديمة التي تذكر الحفل باللغة السنسكريتية، بينما تُكتب بعضها باللغات التاميلية والكانادا، وبعض النقوش اللاحقة تتضمن أيضًا اللغة التيلجو.
استخدمت النقوش السنسكريتية التاميلية المبكرة من ولاية تاميل نادو والنقوش السنهالية التاميلية من سريلانكا مصطلح "تولا بهارا" (الذي يعني حرفيًا "الوزن على الميزان") لوصف هذا الاحتفال.
أما النقوش السنسكريتية من مناطق أخرى، والنقوش الكانادية، والبورانا عمومًا فتستخدم اسم "تولا بوروشا" ومتغيراته. يُعتبر "تولا-بوروشا" هو الاسم الأكثر شيوعًا لهذا الاحتفال في السجلات التاريخية. وتُختصر الأشكال الأطول مثل "تولا-بوروشا-دانا" أو "تولا-بوروشا-ماهادانا" أحيانًا إلى "تولا-دانا" (حيث تعني كلمتا "دانا" و"ماهادانا" "تبرع" و"تبرع كبير" على التوالي).
تستخدم نقوش القرن الثالث عشر من ولاية تاميل نادو أيضًا مصطلحي "تولاروهانا" (أو "تولاروه") و"تولاديروهانا-فيدي" (أو "تولاديروهانا") للاحتفال.

## وصف

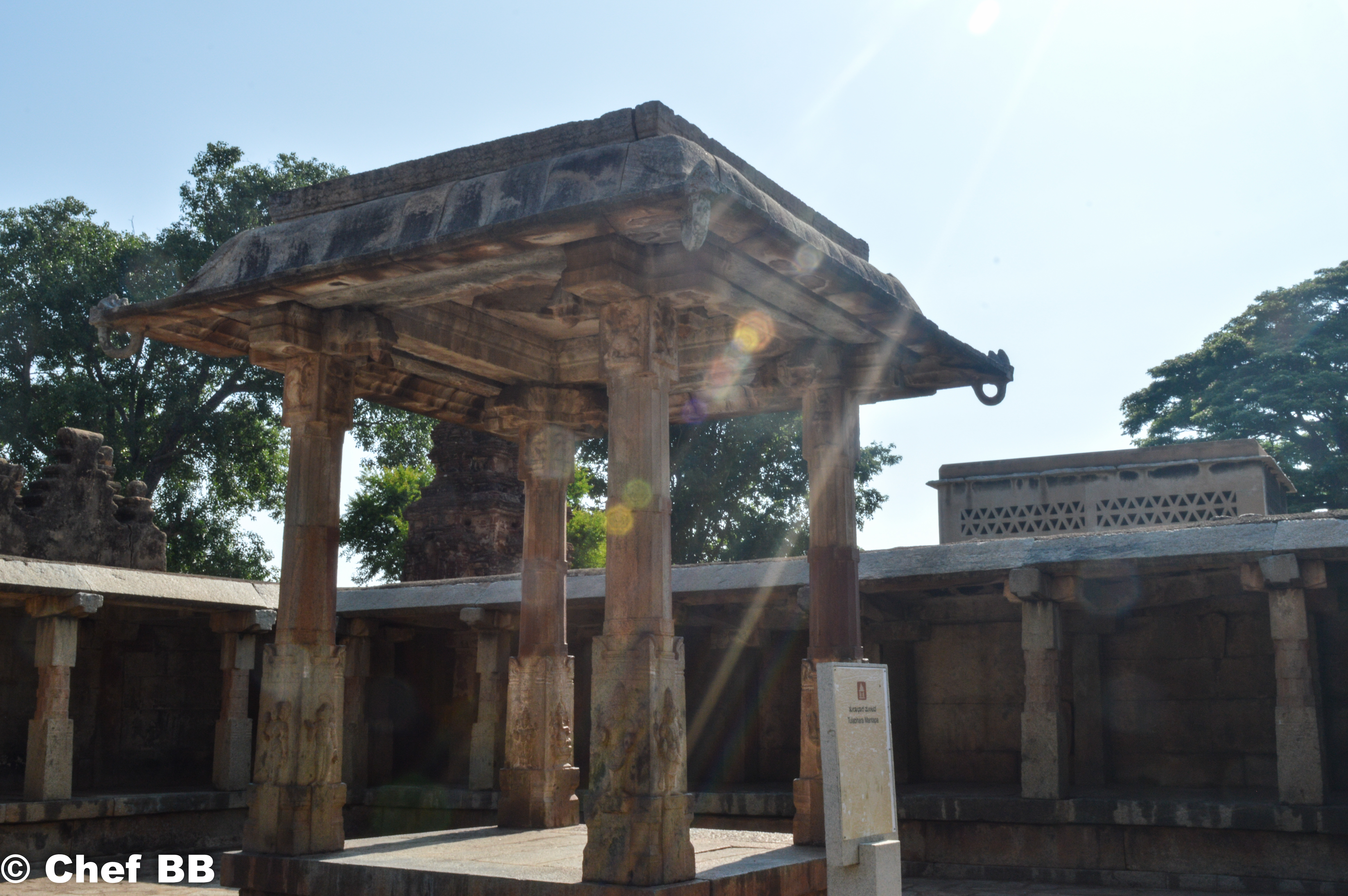

ينص كتاب ماتسيا بورانا على العديد من المتطلبات اللازمة لإقامة حفل التولا بوروشا، بما في ذلك التوجيهات الخاصة ببناء الماندابا (الجناح) المطلوب لإقامة الحفل. وينص على أن الميزان ( التولة) يجب أن يكون له عمودان وعارضة عرضية، مصنوعة من نفس الخشب، ويجب أن تكون مزخرفة بالذهب.
وينص النص أيضًا على أن الحفل يجب أن يتم إجراؤه من قبل ثمانية كهنة، اثنان لكل من الفيدا الأربعة. يجب تعيين رجل لديه معرفة بالفيدانتا والبورانا والشاسترا كمعلم ( جورو ). ينبغي تقديم أربعة حوماس للآلهة، مصحوبة بتلاوة الترانيم الفيدية.  بعد حفل الهوما ، يجب على المعلم أن يستدعي اللوكابالاس (الآلهة المرتبطة بالاتجاهات) بالزهور والبخور وتلاوة التراتيل. بعد ذلك، يجب على البراهمة أن يستحموا المتبرع، وأن يجعلوه يرتدي ثوبًا أبيض. ينبغي على المتبرع أن يرتدي أكاليل من الزهور البيضاء، وأن يطوف حول الميزان حاملاً الزهور في يديه المطويتين.
وأخيرا، ينص النص على أن المتبرع يجب أن يخطو إلى أحد أوعية الميزان، ويجب على البراهمة أن يضعوا قطعا من الذهب الخالص ذات وزن متساو في الوعاء الآخر. بعد استدعاء إلهة الأرض، يجب على المتبرع أن يعطي نصف الذهب إلى المعلم ، والباقي إلى البراهمة. يمكن للمانح أيضًا أن يمنح القرى للكهنة. ينبغي للمانح أن "يكرم البراهمة وغيرهم من الأشخاص المحترمين والفقراء والعاجزين بالهدايا".
يقدم كتاب لينجا بورانا وصفًا مشابهًا، ويضيف أن القطع الذهبية يجب أن تكون مخصصة للإله شيفا 

## تاريخ
يصف كتاب الأثارفافيدا - باريشيتا، الذي أُلف في الألفية الأولى قبل الميلاد، تولا بوروشا إلى جانب تضحيات أخرى مثل هيرانيا-غاربا (التبرع بإناء ذهبي) و غوساهاسرا (التبرع بألف بقرة). يذكر قسم من النص اللاحق ماتسيا بورانا مراسم تولا بوروشا باعتبارها الأولى والأفضل بين الهدايا العظيمة الستة عشر (ماهاداناس). وفقًا للباحث آر. سي. هازارا، تم تأليف هذا القسم تحديدًا خلال الفترة من 550 إلى 650 ميلادي.

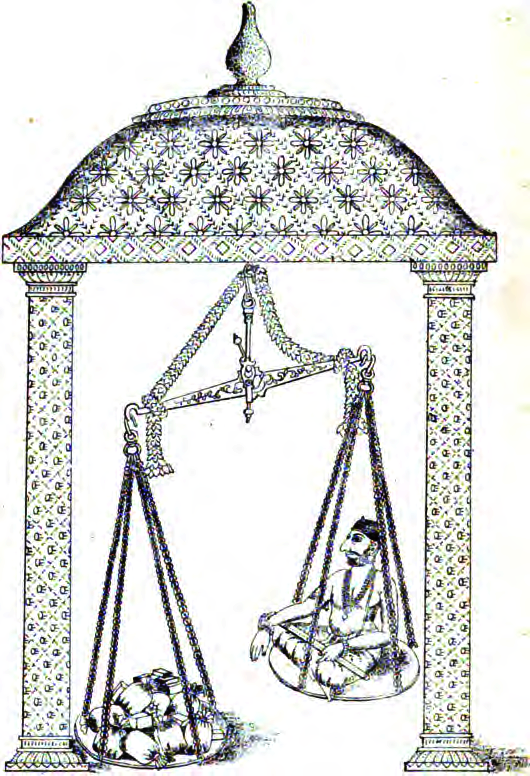

يذكر كتاب لينجا بورانا أيضًا التبرعات الستة عشر العظيمة؛ ووفقًا لـ آر. سي. هازارا، فإن الجزء المتعلق من النص تم تأليفه خلال الفترة بين 600 و1000 ميلادي، على الأرجح بعد عام 800 ميلادي. وقد تم وصف هذه التبرعات أيضًا في المراجع اللاحقة المخصصة لموضوع الأعمال الخيرية (دانا)، مثل دانا-ساغارا لِبالالا، وقسم داناخاندا من تشاتورفارغا-تشينتاماني لِهيمادري (القرن الثالث عشر).

## العروض

#### أسطوري
تم ذكر العديد من العروض الأسطورية لتولابارا في النصوص الهندية القديمة. على سبيل المثال، في المهابهارتا ، تم اختبار الملك شيبي، وهو سليل الملك بهاراتا من سلالة القمر، من قبل إندرا وأجني. لقد اقتربوا من شيبي في هيئة نسر وحمامة. طلبت الحمامة حماية شيبي من النسر، الذي طلب من شيبي أن يعطي لحمه قدرًا مقابل حياة الحمامة. كان شيبي مستعدًا لتقديم أي شيء لإنقاذ الحمامة، وبدأ في تقطيع أجزاء من نفسه. حتى بعد الكثير من القطع، لم تتحرك ميزان الميزان، وعندما وقف شيبي نفسه أخيرًا على ميزان الميزان، ظهرت له الآلهة وباركته.
هناك أسطورة أخرى من تولابهارا تتعلق بكريشنا وزوجته الملكة روكميني وساتيابهاما. في بهاجافاتا بورانا، ورد أن ساتياباما حاولت في كثير من الأحيان إثبات تفوقها على زوجات كريشنا الأخريات، وخاصة زوجته الرئيسية، روكميني. لقد حرض الحكيم نارادا ذات مرة ساتياباما على التعهد بـ (فراتا) حيث كان عليها أن "تتبرع" بزوجها للأول، وأن تدفع وزن الثاني من الذهب لاستعادته. لقد جعلت كريشنا يجلس على أحد جانبي الميزان، وسكبت كل مجوهراتها الذهبية على الطرف الآخر. لم يتزحزح الميزان. بعد أن ابتلعت كبريائها، طلبت ساتياباما المساعدة من روكميني. وضعت روكميني ورقة تولاسي (ريحان) على الطرف الآخر من الميزان، والتي اعتبرت بمثابة تمثيل لحبها لكريشنا، مما أدى إلى توازن الميزان على الفور.

#### تاريخي
تشير العديد من النقوش الهندية إلى العروض التاريخية لتولا بوروشا. أقدم هذه النقوش تعود إلى ولاية تاميل نادو الحالية (القرنين السابع والثامن) ومنطقة ماهاراشترا - كارناتاكا (القرنين الثامن والتاسع). من الممكن أن تكون مراسم التولا بوروشا قد انتقلت من مملكة بانديا الجنوبية في ولاية تاميل نادو إلى ماهاراشترا-كارناتاكا، التي كانت تحت حكم عائلة راشتراكوتا. ربما انتشر لاحقًا إلى مناطق مجاورة أخرى، مثل ماديا براديش (من ماهاراشترا)، وأندرا براديش (من كارناتاكا)، وسريلانكا (من تاميل نادو).
ومن بين المؤدين البارزين:
- ملوك بانديا (القرنين السابع والثامن)، في تاميل نادو

وفقًا لأحد نقوشه، قام جايانتافارمان المعروف باسم سيندان (القرن السابع تقريبًا) بأداء تولابهارا جنبًا إلى جنب مع هيرانياجاربا وجوساهاسرا.
يذكر نقش لملك بانديا فاراجونا الأول (حكم حوالي 768-811) أن والده وجده قدما هذه التبرعات الثلاث مرات عديدة.
ويُذكر في العمل التاميلي كوييلولوجو أن جاتافارمان سوندارا بانديا (حكم حوالي 1250-1268) بنى العديد من ماندابا تولابهارا في معبد سريرانجام وأدى تولابهارا هناك.
- ملوك راشتراكوتا (القرنين الثامن والعاشر)، في منطقة ماهاراشترا وكارناتاكا

تبرع دانتيدورجا بقرية إلى أحد البراهمة بمناسبة أداء تولابهارا وفقًا لنقش تم اكتشافه في منطقة كولهابور.
أجرى جوفيندا الثالث (حوالي 800) مراسم تولابهارا في مايوراخاندي بمناسبة كسوف الشمس.
كما أجرى أموغافارشا الأول (حوالي 862) مراسم تولابهارا أثناء كسوف الشمس.
إندرا الثالث (حوالي 915) يؤدي صلاة التولابهارا بمناسبة تتويجه، ومنح قرى لأديرة البراهمة والجاينية.
أجرى جوفيندا الرابع ما لا يقل عن ثلاثة تولاباراس خلال ج. 929-930، بمناسبة تتويجه وتتويج ملكته.
احتفل أحد أتباع أموغافارشا الثالث بتولابهارا في عام 937.
- ملوك بالافا (القرن التاسع)، في تاميل نادو

فيراماهاديفي (ج. 891)، ملكة حاكم بالافا نرباتونغافارمان قامت بأداء حفل تولابوروشا وهيرانياغاربا في معبد ماهاديفا.
- ملوك تشولا (القرنين العاشر والحادي عشر)، في تاميل نادو.

قدم بارانتاكا الأول (حكم حوالي 907-955) تولابها وهيماغاربا وتبرعات أخرى وفقًا لنقش تابعه في نهر الجانج بريثفيباتي الثاني.
في عهد راجاراجا الأول (حكم حوالي 985-1016) كان هناك معبد لأداء تولابها (تولافارا-شري-كويل) في أوتيراميرور. حوالي عام 1013، أقام راجاراجا مراسم تولابها في معبد ماهاديفا في تيروفيشالور، حيث قامت زوجته لوكاماهاديفي في نفس الوقت بأداء تبرع هيرانياغاربا.
- كان أمّا الأول من سلالة فينجي تشالوكيا يؤدي طقوس التولابورشا سنويًا خلال فترة حكمه التي استمرت سبع سنوات.
- ادعى دانجا (حكم حوالي 950-999 م) من سلالة تشانديلا أنه أدى مئات من طقوس التولابورشا، في نقش خاجوراهو الخاص به.
- تنص نقش جواليور للملك كاتشاباجاتا ماهيبالا على أن أحد أسلافه احتفل بالتولابورشا في القرن العاشر.
- ياشاهكارنا (حكم حوالي 1073-1123) من سلالة كالاتشوري، وفقًا لنقوشه.
- تشالوكياس كالياني

- جاياسيمها الثالث، أحد أفراد الأخ الأصغر وتابع لملك كالياني تشالوكيا فيكراماديتيا السادس (حكم من 1076 إلى 1126).
- جاياكيشين الثاني من عائلة كادامبا، تابع آخر لفيكراماديتيا السادس.
- ملوك هويسالا (من القرن العاشر إلى القرن الرابع عشر)، بما في ذلك فيشنوفاردانا وخلفاؤه.

- تشاندرا ديفا (حكم من 1089 إلى 1103 ميلادية) من سلالة جاهادافالا. ووفقًا لنقوشه، "تغير لون الأرض مئات المرات بفعل المقاييس" عندما تبرع بذهب يعادل وزنه للبراهمة. ويسجل نقش تشاندرا ديفا منح قرية بعد أداء تولابوروشا وغوشاهسرا أمام صورة الإله آدي كيشافا (فيشنو).

- احتفل ملك شيلهارا غانداراديتيا بتولابوروشا، وفقًا لنقوش حفيده بهوجا الثاني.

- فيلاساديفي، ملكة الملك فيجايا سينا (حكم من 1098 إلى 1160 ميلادية) من سلالة سينا، خلال العام الثاني والثلاثين من حكم الملك.

- جاياشاندرا (حكم من 1170 إلى 1194 م) من سلالة جاهادافالا: تنص نقشة منحة كاماولي الخاصة به على أنه أجرى تولا بوروشا أمام الإله كريتيفاسا (شيفا).

- تشانديشفارا، وزير ملك ميثيلا: وفقًا لكتاباته الخاصة، فقد غزا نيبال وأجرى تولا بوروشا في حوالي عام 1314 م (عام شاكا 1236).

- ماندابا تولابهارا عبارة عن اثنين من الأعمدة الصغيرة ذات الأربعة أعمدة الموجودة في المعابد مثل معبد سري فاراداراجاسوامي، كانشي حيث أجرى ملك فيجاياناجار أتشيوتارايا مولادهارا في عام 1532.

حتى أواخر القرن التاسع عشر، أجرى حكام ترافنكور تولا بوروشا وهيرانيا جاربا فور اعتلائهم العرش لإضفاء الشرعية على مطالبهم بالسلطة.
ويبدو أيضًا أن الحكام المغول الإسلاميين قد استعاروا ممارسة التولا دانا من الحكام الهندوس. وفقًا لأبي الفضل، أحد رجال بلاط الإمبراطور أكبر ، كان يتم وزن أكبر مقابل الذهب وغيره من العناصر الثمينة مرتين كل عام. ويذكر الزوار الإنجليز مثل توماس كوريات وتوماس رو أن ابنه جهانجير كان يتبع نفس العادة أيضًا. وقد توقف أورنجزيب خليفة جهانجير عن هذه الممارسة بالنسبة له، ولكن يبدو أن أبنائه كانوا يوزنون مقابل أشياء للتبرع بها بعد تعافيهم من المرض. وهذا ما تشير إليه كتابات الرحالة الأوروبيين نيكولاو مانوتشي ، وجان بابتيست تافيرنييه، وفرانسوا بيرنييه.
في عام 2015، شارك رئيس الوزراء السريلانكي رانيل ويكراماسينغ في حفل تولابهارام في معبد جوروفايور، وقدم 77 كجم من خشب الصندل بقيمة تقريبية تبلغ 850 ألف روبية للمعبد.